# Macro-Panoanski jezici
Macro-Panoan (Macro-Pano-Tacanan), velika porodica indijanskih jezika i plemena iz Južne Amerike koja dobiva ime po glavnoj porodici Panoan. Ostali članovi, treba ih uzeti s rezervom, ove Velike porodice su: Charruan, Guaycuruan, Lulean, Mascoian, Mataco-Macan, Mosetenan, Tacanan, Vilelan; McQuown (1955), Greenberg (1956).  
Ova Velika porodica obuhvaća kojih 50 jezika
Greenberg (1987) je dijeli na: 
A) Charrua
B) Lule-Vilela
C) Mascoia
D) Chimane (Mosetene)
E) Mataco-Guaicuru
Guaicuru
Mataco
F) Pano-Tacana
Pano
Tacana

## Vanjske poveznice
- Tronco Macro-Panoano